# Schwarzhofen
Schwarzhofen è un comune tedesco di 1 470 abitanti, situato nel land della Baviera.